# Ijen
Ne doit pas être confondu avec Kawah Ijen.
L'Ijen est un volcan d'Indonésie situé sur l'île de Java et se présentant sous la forme d'une caldeira, la caldeira de Kendeng, bordée au sud par plusieurs cônes et cratères volcaniques dont le Kawah Ijen qui renferme un lac acide,.

## Géographie

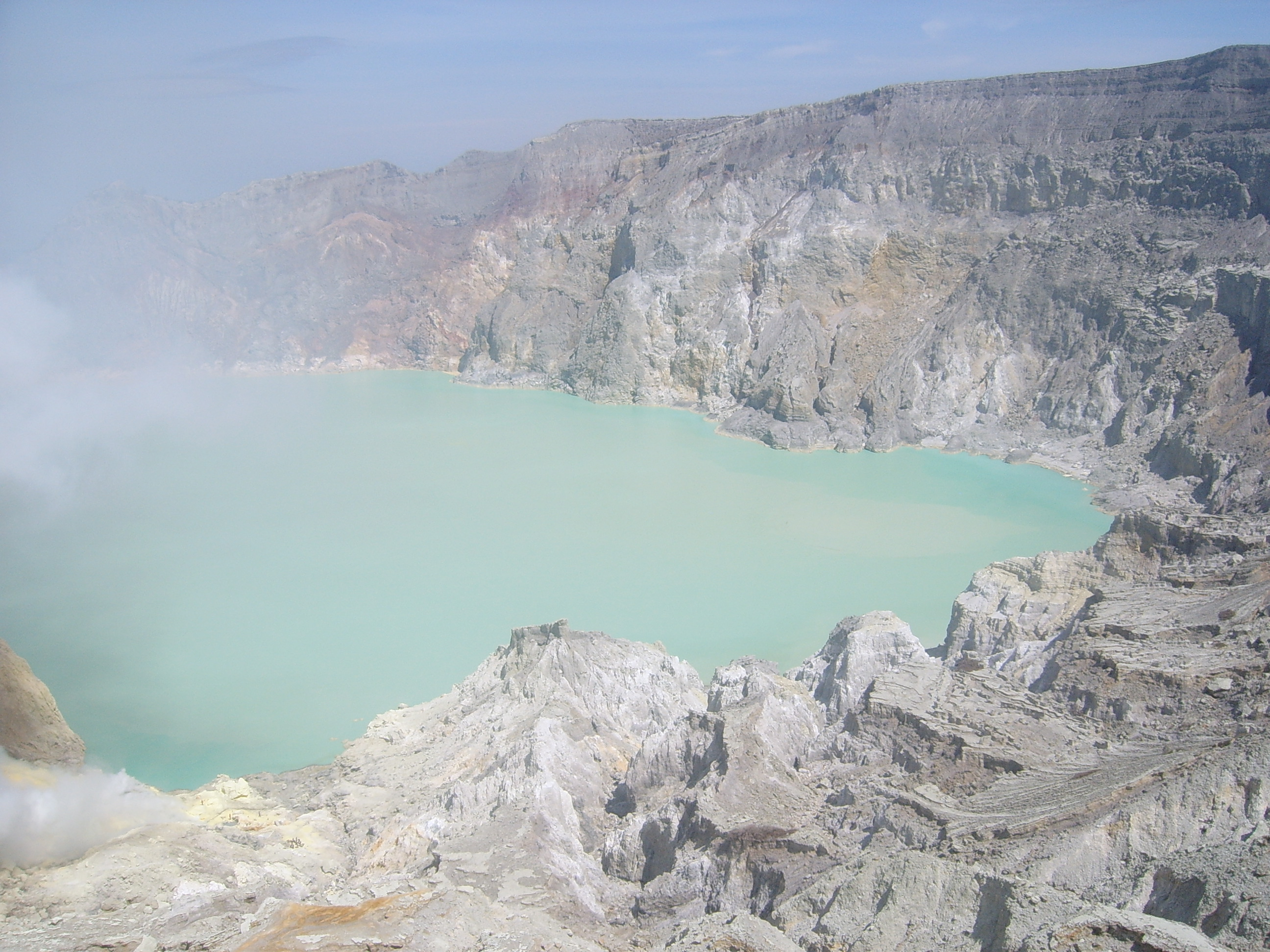
Vue de l'intérieur du cratère du Kawah Ijen avec son lac acide couleur turquoise. Les vapeurs sur la gauche de l'image sont émises par la solfatare d'où est extrait du minerai de soufre.

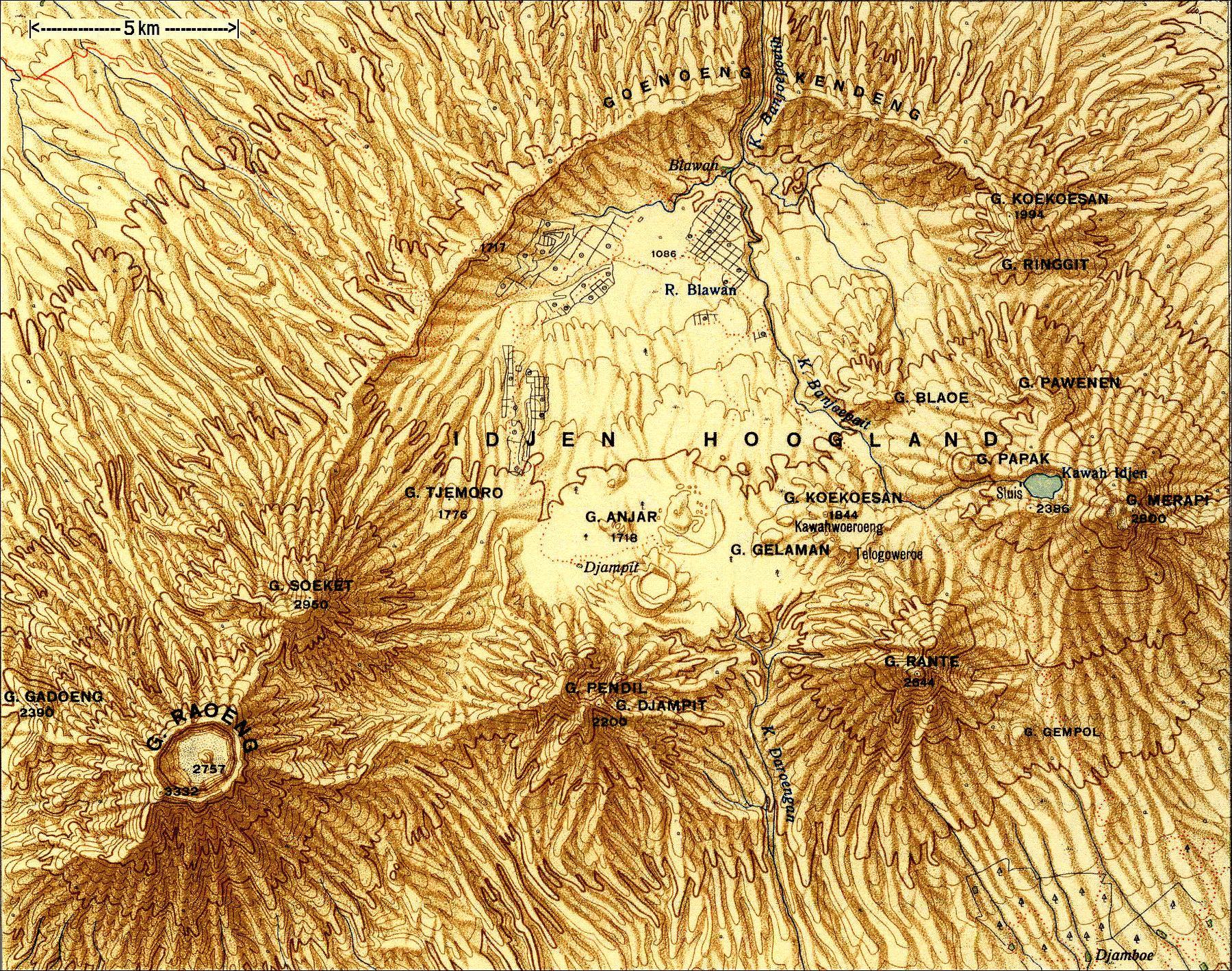
Carte de 1937 du Raung (en bas à gauche) et de l'Ijen avec la caldeira de Kendeng ainsi que le Merapi et le Kawah Ijen à droite.

Animation représentant l'Ijen en trois dimensions.

### Situation
L'Ijen est situé en Indonésie, dans l'extrême Est de l'île de Java, dans la province de Java oriental, entouré par la ville de Djember et le volcan Raung au sud-ouest, la ville de Banyuwangi et le détroit de Bali à l'est et la ville de Situbondo au nord-nord-ouest.

### Topographie
Le volcan de l'Ijen est constitué de la caldeira de Kendeng, une caldeira de quatorze à seize kilomètres de diamètre, d'une altitude minimale de 850 mètres et dont seul le rebord nord est encore clairement visible sous la forme d'une crête culminant à 1 559 mètres d'altitude. Le rebord sud est quant à lui enseveli sous plusieurs cônes et cratères volcaniques postérieurs à la formation de la caldeira dont les plus élevés sont le Kawah Ijen, le Jampit (ou Pendil), le Merapi, le Pawenen, le Rante, le Ringgih et le Suket bien que ce dernier soit rattaché au Raung. Le plus élevé de ces cônes, le Merapi qui ne doit pas être confondu avec l'autre volcan Merapi de l'île de Java, culmine à 2 799 mètres d'altitude,. Sur son flanc ouest se trouve le cratère du Kawah Ijen qui renferme un lac de cratère considéré comme le plus acide de la planète avec un pH inférieur à 0,5 ainsi qu'une solfatare déposant d'importantes quantités de minerai de soufre extrait par des habitants du fond de la caldeira,.

### Géologie
Les laves émises actuellement par l'Ijen sont principalement des basaltes et des dacites à forte teneur en silice (46 à 63 %) et à teneur variable en potassium qui lui confère une viscosité élevée. Par conséquent, la majorité des éruptions de l'Ijen, qui se déroulent toutes sur le Kawah Ijen, sont explosives ce qui la classe parmi les volcans gris de la ceinture de feu du Pacifique. Ces explosions, bien que phréatiques, sont peu puissantes avec un indice d'explosivité volcanique de 1 à 2. Le reste de l'activité volcanique, hormis ces explosions et la présence de la solfatare dans le cratère, est représentée par la formation de lahars sur ses pentes,. Mais le plus grand danger de l'Ijen est constitué par le lac acide du Kawah Ijen qui se déverse naturellement au-dessus du rebord du cratère en formant une rivière acide dont les eaux sont utilisées pour l'irrigation, notamment de caféiers qui représente, avec la forêt tropicale, la végétation couvrant les pentes et le fond de la caldeira de l'Ijen

## Histoire

### Formation
Les premières manifestations volcaniques dans la région de l'Ijen remontent vraisemblablement à 300 000 ans avec le début de la formation d'un stratovolcan culminant à environ 3 500 mètres d'altitude appelé Old Ijen. Ce volcan est alors entré en éruption il y a environ 50 000 ans en formant l'actuelle caldeira de Kendeng, l'explosion ayant ainsi projeté environ 80 km3 de débris pyroclastiques principalement vers le nord du volcan et sur une épaisseur de 100 à 150 mètres maximum. Dans le fond de cette nouvelle caldeira se mettent alors en place des lacs, aujourd'hui disparus mais ayant donné naissance à des dépôts lacustres encore visibles aujourd'hui. L'activité volcanique se poursuit ensuite via des éruptions phréatiques, stromboliennes et pliniennes qui donnent successivement naissance aux cônes et cratères actuels sur le bord sud de la caldeira : le Jampit il y a 45 000 ans, le Suket il y a 37 900 ans, le Ringgih il y a 29 800 ans, le Old Pawenen il y a 24 400 ans, le Malang il y a 21 100 ans et le Kawah Ijen il y a 2 590 ans.

### Activité actuelle
La première éruption observée par des Occidentaux date de 1796 suivie de neuf éruptions dont la dernière en date s'est déroulée du 29 juillet au 15 août 2002. Une de ces éruptions, qui se sont toutes déroulées dans le cratère du Kawah Ijen, a entraîné des dégâts matériels et des morts en 1817. D'autres ont produit des lahars comme en 1796, en 1817 et en 1936.

## Démographie

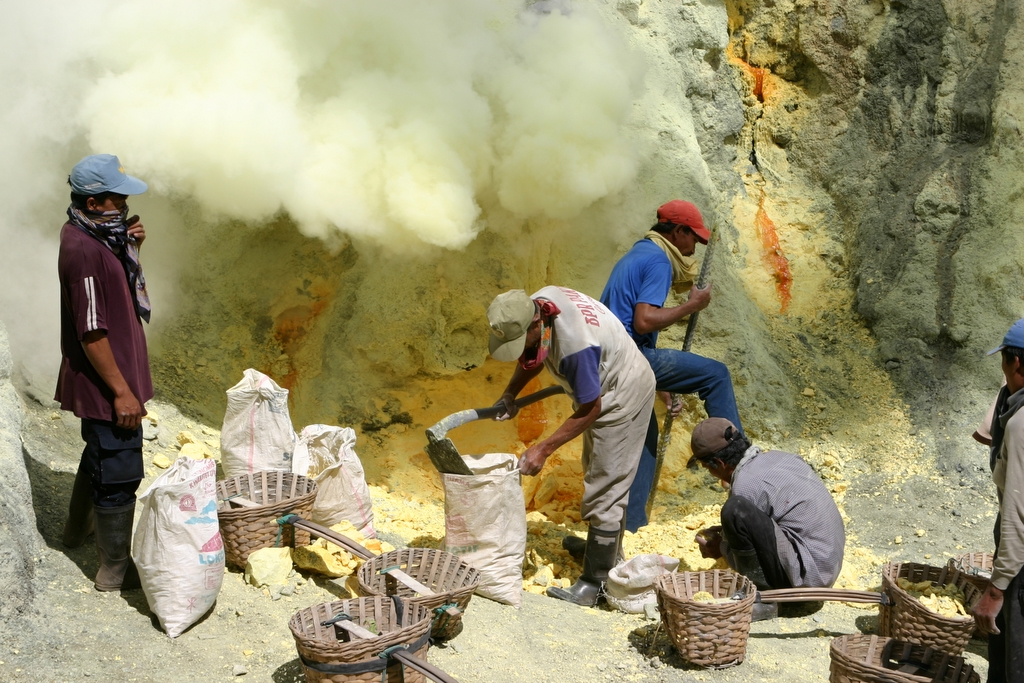
Extraction du minerai de soufre dans le cratère du Kawah Ijen par des habitants de la caldeira. Le soufre, en jaune et orange, est émis par les vapeurs jaunâtres et se dépose sur les parois du cratère en concrétions de cristaux.

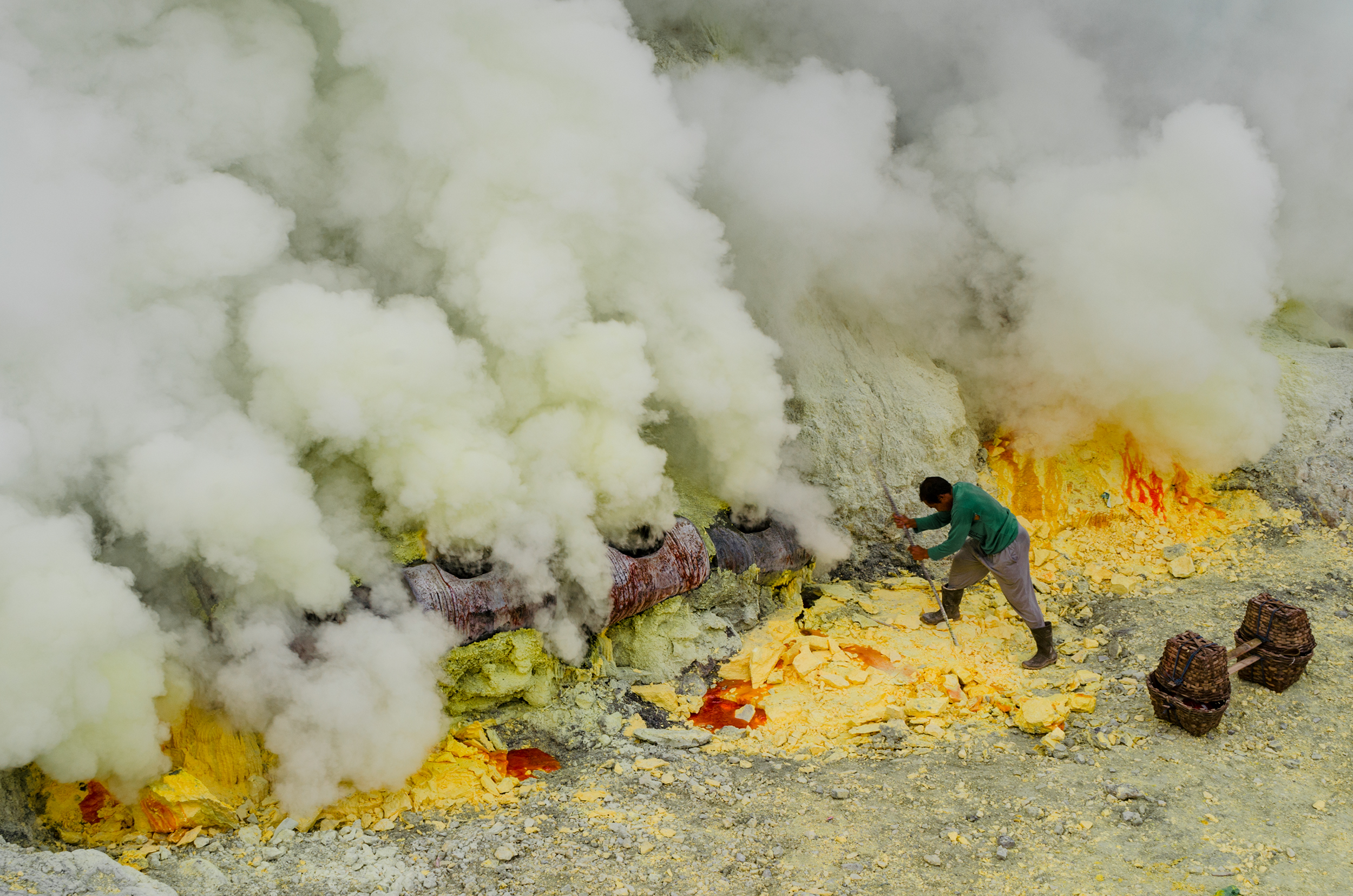
Extraction traditionnelle de soufre sur l'Ijen. Mai 2015.

Le fond de la caldeira de Kendeng abrite plusieurs villages dont les habitants cultivent des caféiers. Certains d'entre eux vivent de l'extraction du minerai de soufre qu'ils vont chercher à pied dans la solfatare du Kawah Ijen, qu'ils ramènent dans des paniers et qu'ils revendent ensuite.